# Tapanahony (rivier)

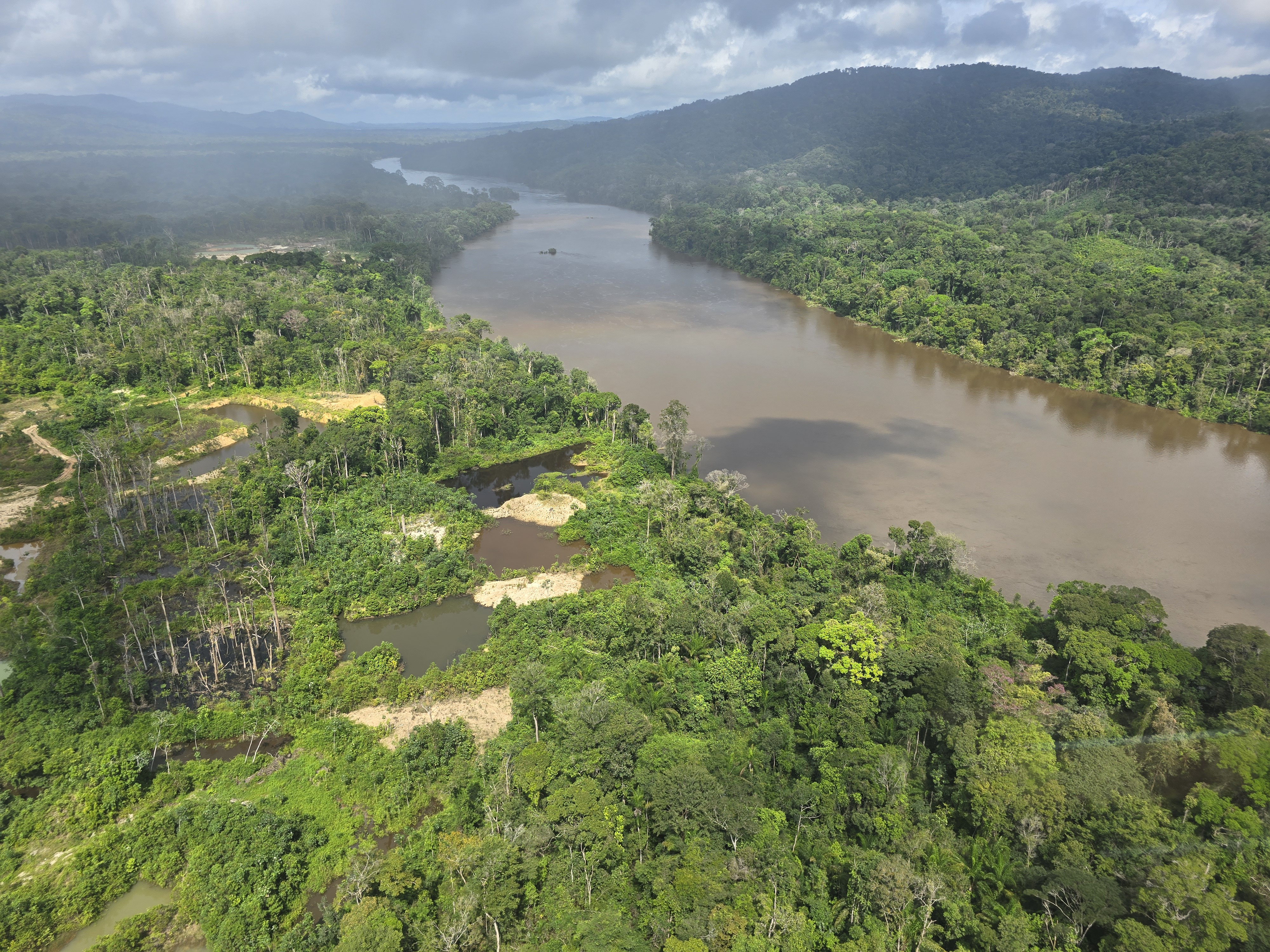
De Tapanahony rivier

De Tapanahony (Sranantongo: Tapanahoni) is een rivier in het zuidoosten van Suriname, in het district Sipaliwini en een zijrivier van de Marowijne.

## Loop
De Tapanahony ontspringt in het zuidelijke Eilerts de Haangebergte in het grensgebied met Brazilië en stroomt vandaaruit in noordelijke richting door een berg- en heuvellandgebied tot maximaal 700 meter hoogte en passeert de Trio-dorpen Aloepi 1 en Aloepi 2. Nadat de rivier de Awalapa is ingestroomd, stroomt de rivier verder in noordoostelijke richting, langs het dorp Pelelu Tepu, waar zich een vliegveld bevindt. Vervolgens stroomt de kreek Blakawatra (Zwarte water) in de rivier en passeert de Tapanahony de dorpen Alopi en Paloemeu waar het gebied van de Trio aan dat van de Wayana grenst. Aldaar stroomt de Paloemeu in de Tapanahony. Voorbij het dorp Maboga verandert de rivier haar loop naar het oosten. In dit deel bevinden zich vele stroomversnellingen en watervallen. Vervolgens buigt voorbij het Wayana-dorp Apetina de Tapanahony af naar het noorden met de Doemansingiwatervallen en Grinkasabawatervallen en stroomt bij de Granboriwatervallen het relatief dichtbevolkte gebied van Aukaanse marrons binnen, waar zich vele dorpen bevinden. Vanaf hier tot aan de samenvloeiing met de Lawa tot de Marowijne bevinden zich vele riviereilanden (Sranantongo: tabiki), waarvan Stoelmanseiland een van de bekendere is. Drietabbetje (of Diitabiki) vormt het centrum en de residentie van de Aukaanse granman.
Het zuidelijke deel van de Tapanahony bleef lange tijd ononderzocht. Dit kwam doordat de daar woonachtige Aukaanse marrons, die in 1760 een vredesverdrag sloten met de koloniale overheid, tot ver in de 19e eeuw hun medewerking weigerden bij het in kaart brengen van dit deel van het land. Ook de Trio-indianen weigerden elke samenwerking zowel met de Nederlanders als met de marrons die ze van samenwerking met de Nederlanders beschuldigden en het verspreiden van Nederlandse ziekten. Pas later vanaf 1930 vulden de Wayana-indianen de verlaten ruimte tussen de Trio en de marrons op.

## Kaarten

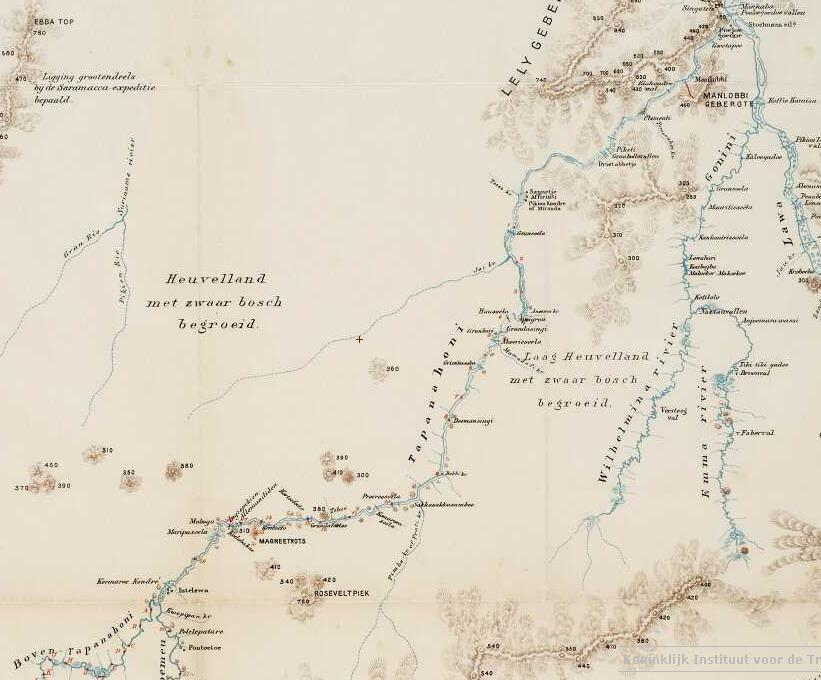
Franssen Herderschee (1905)
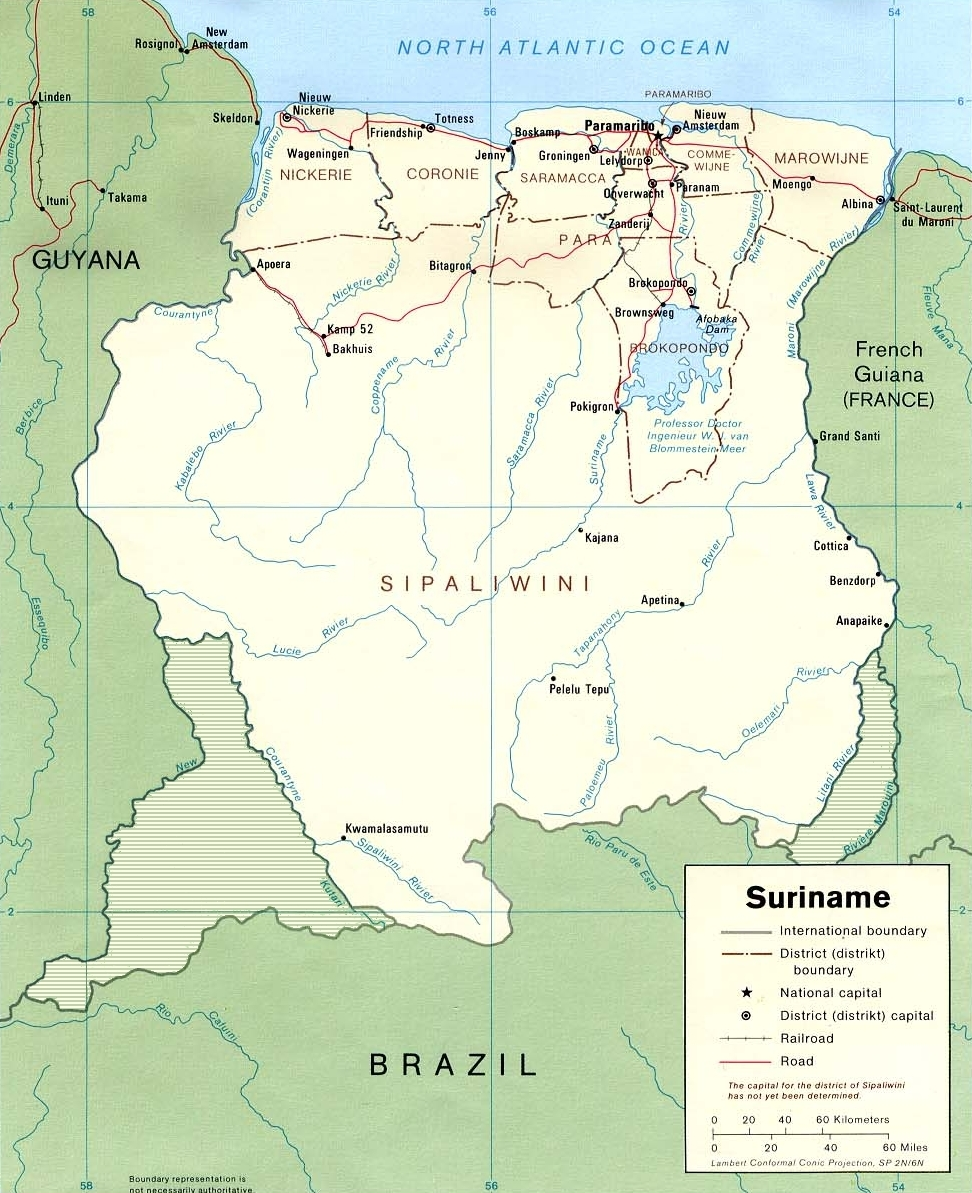
Rivieren
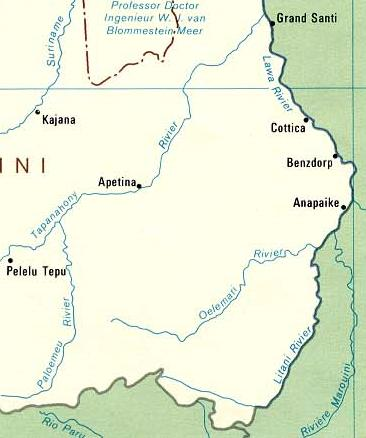
Tapanahony